# HIROTSUバイオサイエンス
株式会社HIROTSUバイオサイエンス（かぶしきがいしゃヒロツバイオサイエンス）は日本の東京都千代田区に本社を置くヘルスケア関連企業である。世界で初めて線虫によるがん検査を商業化した。
2021年に創業5年で評価額1000億を達成したユニコーン企業でもある。

## 沿革
- 2016年　広津崇亮によって株式会社HIROTSUバイオサイエンス設立。
- 2017年　中央研究所、福岡研究所、四国解析センター、沖縄解析センター開設[1]。
- 2019年　中央研究所、福岡研究所、四国解析センターを柏R&Dセンター、福岡R&Dセンター、松山R&Dセンターに名称変更。HBS東京検査センター、HBS松山検査センター開設。
- 2020年　世界初となる線虫がん検査”がんの一次スクリーニング検査”「N-NOSE」を実用化。東京と福岡に検体回収拠点「N-NOSEステーション」開設。柏R&Dセンターを新たに湘南R&Dセンターとして移転開設。
- 2021年　大阪に検体回収拠点「N-NOSEステーション」開設。全国に検体回収拠点「N-NOSEステーションサテライト」開設。新宿に検体回収拠点「N-NOSEステーション」開設。松山に検体回収拠点「N-NOSEステーション」開設。

## 主な商品
- N-NOSE